# Jussi Jokinen
Jussi Petteri Jokinen (Kalajoki, 1º aprile 1983) è un hockeista su ghiaccio finlandese.

## Palmarès

### Club
- Campionato finlandese: 2

Kärpät: 2003-2004, 2004-2005

### Nazionale

#### Olimpiadi invernali
- Argento a Torino 2006
- Bronzo a Soči 2014

#### Campionati mondiali
- Argento a Russia 2016
- Bronzo a Lettonia 2006
- Bronzo a Canada 2008

### Giovanili

#### Campionati mondiali Juniores
- Bronzo a Repubblica Ceca 2002
- Bronzo a Canada 2003

#### Campionati mondiali Under-18
- Bronzo a Finlandia 2001